# اضحك الصورة تطلع حلوة (فلم)

## قصه الفيلم
فيلم درامي يحكي عن مصور الفوتوغرفيا سيد غريب (أحمد زكي) الذي يهاجر من بلدته إلي القاهرة بحثا عن مكان قريب من كلية طب القصر العيني التي التحقت بها ابنته تهاني (منى زكي)، وفي الجامعة تصطدم تهاني الابنة بالمجتمع الارستقراطي وتنشأ علاقه حب بينها وبين ابن رجل الأعمال طارق عز الدين (كريم عبد العزيز) ويتوالى الصراع

## حول الفيلم
من إنتاج 1998م ويعد الفيلم شهادة ميلاد النجم كريم عبد العزيز. وحالة من خاصة من الميلودراما الاجتماعية وإعادة لرومانسية سينما الاربعينات المقدمة برؤية التسعينات.
من إخراج :شريف عرفة وقد فاز مصوره رمسيس رزق بجائزة أفضل تصوير في مهرجان جمعية الفيلم.

## بطولة
- أحمد زكي
- ليلى علوي
- سناء جميل
- كريم عبد العزيز
- منى زكي
- عزت أبو عوف

## فريق العمل
- إخراج : شريف عرفة
- موسيقي : نبيل علي ماهر
- تصوير : رمسيس رزق
- مونتاج : عادل منير
- إنتاج : أفلام وحيد حامد واتحاد الإذاعة والتلفزيون 1998م.

## روابط خارجية
- مقالات تستعمل روابط فنية بلا صلة مع ويكي بيانات